# Chiasmia
Chiasmia är ett släkte av fjärilar som beskrevs av Jacob Hübner 1823. Chiasmia ingår i familjen mätare.
Släktet innehåller bara arten Rutig buskmätare (Chiasmia clathrata).

## Bildgalleri

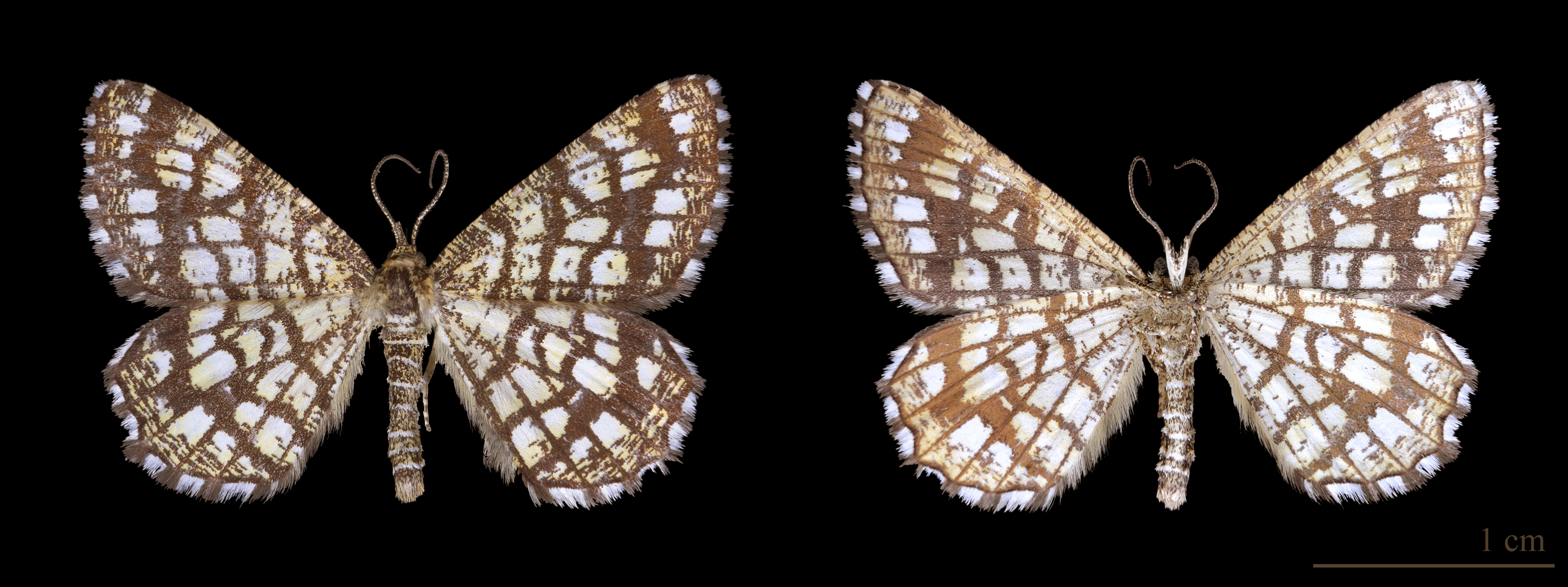